# Lista celor mai mari piețe publice din lume

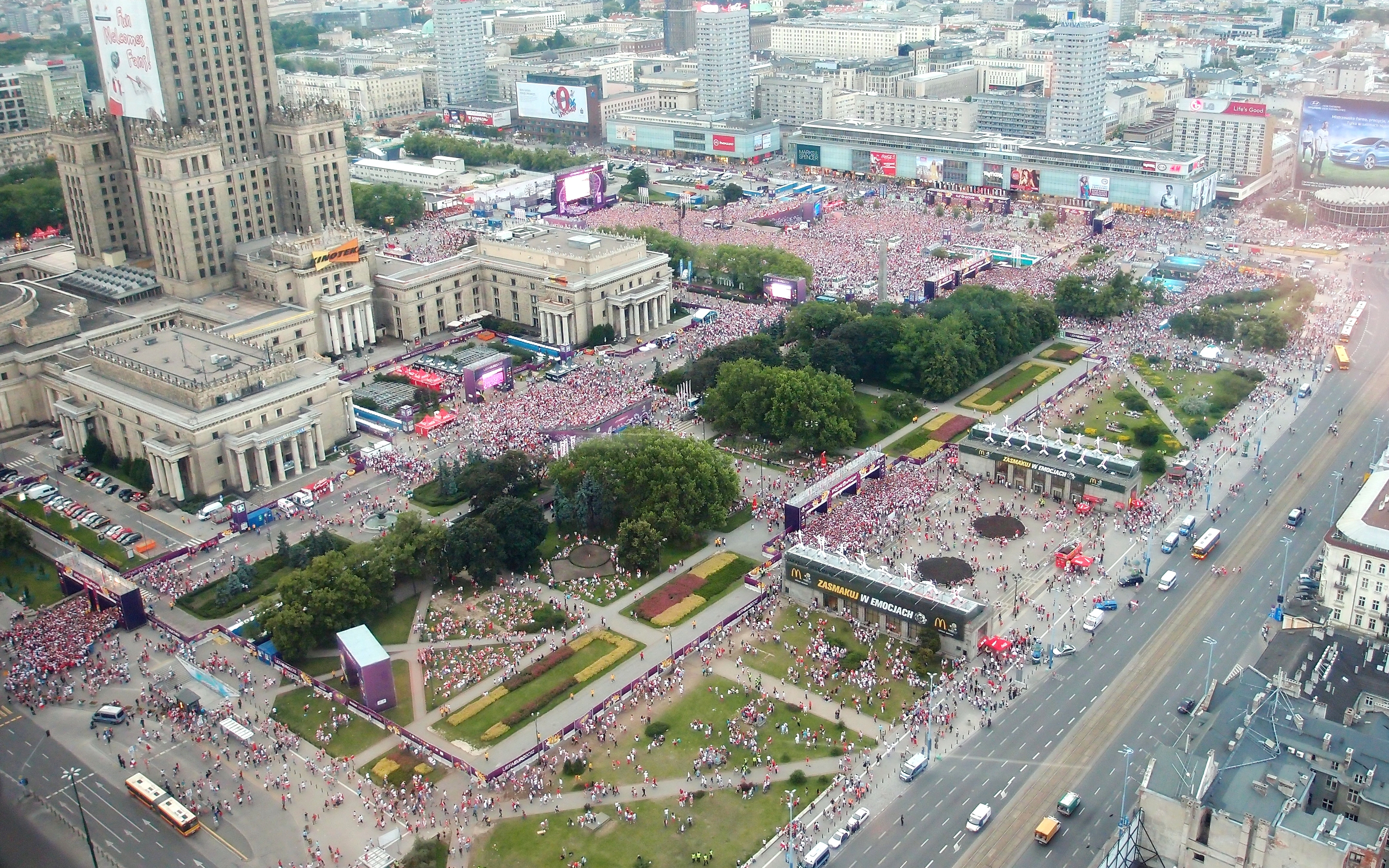
Piața Paradei din Varșovia, cea mai mare piață din Europa

Lista celor mai mari piețe publice din lume clasează spațiile deschise și cu acces liber dintr-o localitate, unde se întâlnesc sau se întretaie mai multe străzi, adesea amenajate cu spații verzi, statui etc., în funcție de suprafață.
În general, o piață este un spațiu public lipsit de construcții, deservit de căi de comunicații și posibil înconjurat de clădiri. Unele piețe pot fi considerate parcuri sau pot conține artere de circulație, linii de tramvai sau canale. 
Lista clasifică piețele cu o suprafață de peste 30.000 m2 (3 hectare). Ordinea este descrescătoare, în funcție de suprafață.
| Imagine | Nume | Oraș                             | Țară           | Suprafață (m2) | An                  | Observații | Note                        |
|         | |                                  |                |                |                     | |                             |
| ------- | --- | -------------------------------- | -------------- | -------------- | ------------------- | --- | --------------------------- |
|         | Piața Xinghai [în chineză: 星海广场 (大连市), transliterat: Xīnghǎi guǎngchǎng (Dàlián shì)]                                                  | Dalian                           | China          | 1.760.000      | 1997                | comemorează centenarul fondării orașului Dalian | [ 1 ]                       |
|         | Times Square din Daqing (în chineză: 时代广场, transliterat: Shídài guǎngchǎng)                                                               | Daqing, Heilongjiang             | China          | 1.440.000      | 2000                | pe teritoriul pieței se găsește și lacul Wanbao (500.000 m2) | [ 2 ]                       |
|         | Piața Independenței (în indoneziană Medan Merdeka)                                                                                            | Jakarta                          | Indonezia      | 1.000.000      | 1976                | aprox. 1 x 1 km, găzduiește Monumentul Național, delimitată de Palatul Merdeka, Curtea Supremă, Muzeul Național, Curtea Constituțională, Gara Gambir, Primăria Jakarta și Biblioteca Națională | [ 3 ]                       |
|         | Piața Yenikapi (în turcă Yenikapı Meydan) | Istanbul                         | Turcia         | 715.000        | 2014                | piață destinată organizării de manifestații publice (Zona de Miting și Demonstrație a Metropolei Istanbul), creată în zona de coastă, în mare parte prin recuperarea terenurilor din mare      | [ 4 ]                       |
|         | Piața Drapelului Național (în azeră Dövlət Bayrağı Meydanı)                                                                                   | Baku                             | Azerbaidjan    | 600.000        | 2010                | găzduiește Muzeul Drapelului Național și cel mai mare drapel din lume (70 x 35 m, 2.564,02 m2), arborat pe un catarg de 191 m înălțime                                                         | [ 5 ]                       |
|         | Piața Florii Soarelui [în portugheză Praça dos Girassóis (Palmas)]                                                                            | Palmas, Tocantins                | Brazilia       | 571.000        | 1991                | 802-833 x 643–718 m, se învecinează cu Palatul Araguaia, sediul guvernului statului federal Tocantins                                                                                          | [ 6 ]                       |
|         | Parcul Rizal (în filipineză Liwasang Rizal)                                                                                                   | Manila                           | Filipine       | 566.560        | 1820                | parcul reprezintă locul execuției eroului național José Rizal în 1896 și locul semnării Declarației de independență față de SUA în 1946                                                        | [ 7 ]                       |
|         | Piața Orașul Florilor (în chineză: 花城广场, transliterat: Huāchéng guǎngchǎng)                                                               | Guangzhou                        | China          | 560.000        | 2010                | piață centrală, delimitată de Opera, Muzeul și Biblioteca Guangzhou | [ 8 ]                       |
|         | Piața Tiananmen (în chineză: 天安门广场, transliterat: Tiān'ānmén guǎngchǎng)                                                                 | Beijing                          | China          | 440.000        | 1958                | 880 x 500 m, găzduiește Monumentul eroilor poporului chinez, Marea Sală a Poporului, Muzeul Național și Mausoleul lui Mao Zedong                                                               | [ 9 ]                       |
|         | Macroplaza (Piața Mare) [în spaniolă Macroplaza (Gran Plaza)]                                                                                 | Monterrey                        | Mexic          | 400.000        | 1984                | piață centrală, găzduiește Palatul Guvernatorului, Primăria, teatrul orășenesc și biblioteca publică                                                                                           | [ 10 ]                      |
|         | Complexul Poarta Indiei (în hindi इण्डिया गेट, transliterat: Indiya get)                                                                          | New Delhi                        | India          | 306.000        | 1926                | aprox. 625 m în diametru | [ 11 ]                      |
|         | Parcul Memorial Quezon (în filipineză Quezon Memorial Circle)                                                                                 | Manila                           | Filipine       | 271.139        | 1978                | parc construit în memoria președintelui Manuel L. Quezon | [ 12 ]                      |
|         | Piața Libertății din Taipei [în chineză: 自由廣場 (台北), transliterat: Zìyóu guǎngchǎng (Táiběi)]                                            | Taipei                           | Taiwan         | 240.000        | 1980                | cunoscută anterior sub numele de Piața Chiang Kai-shek, a fost redenumită în 2007 ca un simbol al renunțării la cultul personalității și dictatura monopartinică                               | [ 13 ] [ 14 ]               |
|         | Piața Paradei din Varșovia (în poloneză Plac Defilad w Warszawie)                                                                             | Varșovia                         | Polonia        | 240.000        | 1955                | aprox. 600 x 400 m, cea mai mare piață din Europa | [ 15 ]                      |
|         | Piața Constituției din București | București                        | România        | 240.000        |                     | piață de formă semicirculară, în vecinătatea Palatului Parlamentului |                             |
|         | Piața Quancheng (în chineză: 泉城广场, transliterat: Quánchéng guǎngchǎng)                                                                    | Jinan                            | China          | 220.000        | 1999                | aprox. 790 x 280 m | [ 16 ]                      |
|         | Piața Culturii din Changchun [în chineză: 文化广场 (长春), transliterat: Wénhuà guǎngchǎng (Zhǎngchūn)]                                       | Changchun                        | China          | 205.000        | 1953                | a fost parte a Palatului Imperial al statului marionetă Manchukuo | [ 17 ]                      |
|         | Piața Ceasului din São Paulo (în portugheză Praça do Relógio)                                                                                 | São Paulo                        | Brazilia       | 176.000        | 1971                | parte a campusului Universității São Paulo, în centrul pieței se află un turn cu ceas | [ 18 ]                      |
|         | Piața Kuibîșev din Samara [în rusă Площадь Куйбышева (Самара), transliterat: Ploșcead Kuibîșeva (Samara)]                                     | Samara                           | Rusia          | 174.000        | 1894                | 500-530 x 300-330 m | [ 15 ] [ 19 ]               |
|         | Esplanada din Perm [în rusă Эспланада (Пермь), transliterat: Iesplanada (Perm)]                                                               | Perm                             | Rusia          | 152.000        | 1970                | aprox. 950 x 160 m |                             |
|         | Parcul Niti Mandala (în indoneziană Lapangan Niti Mandala)                                                                                    | Denpasar                         | Indonezia      | 151.800        |                     | aprox. 410 x 370 m, la est de Monumentul Bajra Sandhi |                             |
|         | Piața Poporului din Shanghai [în chineză: 上海人民广场, transliterat: Shànghǎi rénmín guǎngchǎng]                                             | Shanghai                         | China          | 140.000        | 1994                | piață centrală, în vecinătatea sediului primăriei | [ 20 ]                      |
|         | Piața Bulgaria (Parcul Palatului Național al Culturii) (în bulgară Парк НДК, transliterat: Park NDK)                                          | Sofia                            | Bulgaria       | 140.000        | 1981                | situată în vecinătatea Palatului Național al Culturii din Sofia |                             |
|         | Piața Carlo di Borbone (în italiană Piazza Carlo di Borbone)                                                                                  | Caserta                          | Italia         | 130.000        | 1750                | constituie esplanada Palatului Regal din Caserta | [ 19 ] [ 21 ] [ 22 ] [ 23 ] |
|         | Piața Universității din Moscova [în rusă Университетская площадь (Москва), transliterat: Universitetskaia ploșcead (Moskva)]                  | Moscova                          | Rusia          | 130.000        | 1956                | parcul Universității de Stat M.V. Lomonosov din Moscova | [ 19 ]                      |
|         | Piața Moscovei din Sankt Petersburg [în rusă Московская площадь (Санкт-Петербург), transliterat: Moskovskaia ploșcead (Sankt-Peterburg)]      | Sankt Petersburg                 | Rusia          | 130.000        | 1930                | piața a fost fondată în anii 1930, până în 1968 nu avea nume | [ 24 ]                      |
|         | Piața Quinconces (în franceză Place des Quinconces)                                                                                           | Bordeaux                         | Franța         | 126.000        | 1820                | găzduiește Monumentul Girondinilor inaugurat în 1901 | [ 19 ]                      |
|         | Piața Poporului din Dalian [în chineză: 人民广场 (大连市), transliterat: Rénmín guǎngchǎng (Dàlián shì)]                                      | Dalian                           | China          | 125.000        | 1914                | împărțită în două părți egale (nord și sud) de Șoseaua Zhongshan | [ 25 ]                      |
|         | Piața Bayi (în chineză: 八一广场, transliterat: Bāyī guǎngchǎng)                                                                              | Nanchang, Jiangxi                | China          | 122.588        | 1956                | comemorează Revolta din Nanchang a Partidului Comunist Chinez împotriva Kuomintang (1927) | [ 26 ]                      |
|         | Piața Republicii din Almaty [în kazahă Республика алаңы (Алматы), cu alfabet latin: Respublika alaŋy (Almaty)]                                | Almaty                           | Kazahstan      | 121.800        | 1986                | 580 x 210 m | [ 27 ]                      |
|         | Piața Libertății din Harkov [în ucraineană Майдан Свободи (Харків), transliterat: Maidan Svobodî (Harkiv)]                                    | Harkov                           | Ucraina        | 119.000        | 1926                | 690−750 x 96−125 | [ 19 ]                      |
|         | Sanam Luang (în thailandeză สนามหลวง, transliterat S̄nām h̄lwng)                                                                                | Bangkok                          | Thailanda      | 119.400        | 1855                | teren vast, situat între Marele Palat (reședința monarhică) și templul budist Wat Phra Kaew | [ 28 ]                      |
|         | Piața Karebosi (în indoneziană Lapangan Karebosi)                                                                                             | Makassar                         | Indonezia      | 110.350        |                     | 330 x 310 m | [ 29 ]                      |
|         | Parker's Piece | Cambridge                        | Regatul Unit   | 100.000        |                     | parc central, în apropiere de Universitatea Cambridge | [ 15 ]                      |
|         | Piața Victoriei din București | București                        | România        | 100.000        |                     | situată în vecinătatea Palatului Victoria |                             |
|         | Parcul Millennium din Chicago [în engleză Millennium Park (Chicago)]                                                                          | Chicago                          | Statele Unite  | 99.148         | 2004                | situat în zona centrală, în apropierea litoralului lacului Michigan | [ 30 ]                      |
|         | Piața Pha That Luang (în laoțiană ພຣະທາດຫລວງ, transliterat: Phra thadluang)                                                                   | Vientiane                        | Laos           | 99.000         |                     | teren situat în apropierea templului budist Pha That Luang |                             |
|         | Piața Steaua Neagră (în engleză Black Star Square)                                                                                            | Accra                            | Ghana          | 98.220         | 1961                | înființat în onoarea vizitei reginei Elisabeta a II-a în Ghana din 1961 | [ 31 ]                      |
|         | Piața Unirii din București | București                        | România        | 97.000         | sec. XIX            | numită inițial Piața Mare, a fost redenumită în 1959, cu ocazia centenarului Unirii Principatelor Române                                                                                       | [ 15 ] [ 19 ]               |
|         | Piața Castelului din Milano [în italiană Piazza Castello (Milano)]                                                                            | Milano                           | Italia         | 95.000         | 1400                | piața Castelului Sforza | [ 23 ]                      |
|         | Piața Rotundă din Poltava [în ucraineană Кругла площа (Полтава), transliterat: Kruhla ploșcea (Poltava)]                                      | Poltava                          | Ucraina        | 93.500         | sec. XIX            | 345 m în diametru |                             |
|         | Piața Mileniului din Kazan [în rusă Площадь Тысячелетия (Казань), transliterat: Ploșcead Tîseaceletia (Kazan)]                                | Kazan                            | Rusia          | 90.000         | 2002                | 510 x 130–250 m, redenumită în 2005, cu ocazia celebrării a o mie de ani de la înființarea orașului Kazan                                                                                      |                             |
|         | Piața Balcarce (în spaniolă Plaza de Balcarce)                                                                                                | Balcarce, Provincia Buenos Aires | Argentina      | 90.000         |                     | 300 x 300 m, numită după fostul Guvernator al Provinciei Buenos Aires, generalul Antonio González Balcarce                                                                                     |                             |
|         | Piața Nordică a Palatului Yogyakarta Hadiningrat [în indoneziană Alun-Alun Utara (Kraton Ngayogyakarta Hadiningrat)]                          | Yogyakarta, Insula Java          | Indonezia      | 90.000         |                     | 300 x 300 m, teren înierbat, parte a Complexului Lor al Palatului Yogyakarta Hadiningrat | [ 32 ]                      |
|         | Piața Naqsh-e Jahan (în persană میدان نقش جهان, transliterat: Midan naqsh jacpehan)                                                           | Isfahan                          | Iran           | 89.600         | 1598                | 560 x 160 m | [ 33 ]                      |
|         | St Stephen's Green | Dublin                           | Irlanda        | 89.000         | 1663                | 350 x 255 m | [ 19 ]                      |
|         | Prato della Valle | Padova                           | Italia         | 88.620         | 1874                | | [ 21 ] [ 22 ] [ 23 ]        |
|         | Piața Mangshi (în chineză: 芒市广场, transliterat: Máng shì guǎngchǎng)                                                                       | Mangshi, Yunnan                  | China          | 86.800         |                     | 306.37 x 314 m | [ 34 ]                      |
|         | Place de la Concorde | Paris                            | Franța         | 86.400         | 1763                | 240x360 m | [ 15 ] [ 35 ]               |
|         | Jemaa el-Fnaa | Marrakesh                        | Maroc          | 86.000         | 1070                | 240 x 363 m |                             |
|         | Esplanada din Corfu [în greacă Σπιανάδα (Κέρκυρα), transliterat: Spianáda (Kérkyra)]                                                          | Corfu                            | Grecia         | 84.000         | 1576                | 412 x 204 m | [ 19 ]                      |
|         | Piața Carol din Praga [în cehă Karlovo náměstí (Praha)]                                                                                       | Praga                            | Cehia          | 80.552         | 1348                | 550 x 152 m | [ 36 ]                      |
|         | Piața Republicii din Kayseri [în turcă Cumhuriyet Meydanı (Kayseri)]                                                                          | Kayseri                          | Turcia         | 80.000         | 1906                | |                             |
|         | Piața Moreno (în spaniolă Plaza Moreno) | La Plata                         | Argentina      | 80.000         | 1882                | aprox. 230 x 290 m | [ 37 ]                      |
|         | Piața Muzeului din Amsterdam [în neerlandeză Museumplein (Amsterdam)]                                                                         | Amsterdam                        | Țările de Jos  | 79.000         | 1883                | găzduiește Muzeul Național al Țărilor de Jos (Rijksmuseum) |                             |
|         | Parcul Odori (în japoneză 大通公園, transliterat: Daitsū kōen)                                                                                | Sapporo                          | Japonia        | 78.900         | 1869                | aprox. 1430x55 m | [ 38 ]                      |
|         | Piața Gelebe (în azeră Gelebe Meydanı) | Baku                             | Azerbaidjan    | 78.300         |                     | aprox. 290 x 270 m |                             |
|         | Plaine de Plainpalais | Geneva                           | Elveția        | 78.135         | 1848                | teren de formă romboidală, 640 x 200 m | [ 39 ]                      |
|         | Promenada Léopold și Piața Carnot (în franceză Cours Léopold et Place Carnot)                                                                 | Nancy                            | Franța         | 76.400         |                     | 620 x 120 m, locația târgului anual Foire de Nancy | [ 40 ]                      |
|         | Piața Sükhbaatar (în mongolă Сүхбаатарын талбай, transliterat: Sükhbaataryn talbai)                                                           | Ulaanbaatar                      | Mongolia       | 76.000         | 1923                | numită în onoarea revoluționarului mongol Damdin Sükhbaatar, găzduiește un monument închinat lui Ginghis Han                                                                                   |                             |
|         | Piața Kim Ir-sen (în coreeană 김일성광장, transliterat: Gim-ilseong-gwangjang)                                                                | Phenian                          | Coreea de Nord | 75.000         | 1954                | numită în onoarea primului lider nord-coreean, Kim Ir-sen | [ 41 ]                      |
|         | Piața Gasibu (în indoneziană Lapangan Gasibu)                                                                                                 | Bandung                          | Indonezia      | 74.900         |                     | 940 x 120 m |                             |
|         | Piața Tahrir (în arabă ميدان التحرير, transliterat: Maydan altahrir)                                                                          | Cairo                            | Egipt          | 74.000         |                     | |                             |
|         | Piața Republicii din Milano [în italiană Piazza della Repubblica (Milano)]                                                                    | Milano                           | Italia         | 73.500         | 1865                | în iunie 1946, numele pieței a fost schimbat în cel actual pentru a celebra proclamarea Republicii                                                                                             | [ 21 ] [ 22 ] [ 23 ]        |
|         | Piața Victoriei din Vițebsk [în belarusă Плошча Перамогі (Віцебск), cu alfabet Łacinka: Plošča Pieramohi (Viciebsk)]                          | Vițebsk                          | Belarus        | 72.200         | 1973                | 380 x 190 m | [ 42 ]                      |
|         | Piața Revoluției din Havana (în spaniolă Plaza de la Revolución)                                                                              | Havana                           | Cuba           | 72.000         | 1959                | găzduiește Memorialul José Martí |                             |
|         | Batam Centre Park | Batam                            | Indonezia      | 70.000         |                     | |                             |
|         | Piața Primăriei Le Havre (în franceză Place de l'Hôtel-de-Ville)                                                                              | Le Havre                         | Franța         | 70.000         |                     | 280 x 250 m | [ 40 ]                      |
|         | Piața Independenței din Minsk [în belarusă Плошча Незалежнасці (Мінск), cu alfabet Łacinka: Plošča Niezaliežnasci (Minsk)]                    | Minsk                            | Belarus        | 70.000         | 1964                | găzduiește Palatul Guvernului și clădirea Comitetului Executiv al orașului Minsk | [ 43 ]                      |
|         | The Square | Palmerston North, Insula de Nord | Noua Zeelandă  | 70.000         |                     | | [ 44 ]                      |
|         | Piața Garibaldi din Napoli [în italiană Piazza Garibaldi (Napoli)]                                                                            | Napoli                           | Italia         | 70.000         | 1866                | găzduiește statuia eroului național italian Giuseppe Garibaldi | [ 22 ] [ 23 ]               |
|         | Piața Independenței din Ngawi (în indoneziană Alun-Alun Merdeka Ngawi)                                                                        | Ngawi, Insula Java               | Indonezia      | 68.000         |                     | aprox. 270 x 260 m | [ 45 ]                      |
|         | Piața Campo del Palio (Asti) [în italiană Piazza Campo del Palio (Asti)]                                                                      | Siena                            | Italia         | 66.000         | 1382                | piață medievală, în vecinătatea sediului primăriei (Palazzo Pubblico) și a Turnului Mangia (Torre del Mangia, 102 m înălțime)                                                                  | [ 23 ]                      |
|         | Piața Kontraktova [în ucraineană Контрактова площа, transliterat: Kontraktova ploșcea]                                                        | Kiev                             | Ucraina        | 65.000         | sec. VIII- sec. XII | una dintre cele mai vechi piețe din Kiev, datează din perioada Rusiei Kievene |                             |
|         | New Haven Green | New Haven                        | Statele Unite  | 65.000         | 1638                | cuprinde piața centrală a primei așezări a coloniștilor puritani din New Haven | [ 46 ]                      |
|         | Piața Libertății din Olecko (în poloneză Plac Wolności w Olecku)                                                                              | Olecko                           | Polonia        | 64.288         |                     | 225 x 232 x 340 x 254 m | [ 47 ]                      |
|         | Piața Libertății din Baku [în azeră Azadlıq meydanı (Bakı)]                                                                                   | Baku                             | Azerbaidjan    | 62.700         | 1952                | 570 x 110 m |                             |
|         | Esplanada Foro Italico din Palermo [în italiană Foro Italico Umberto I (Palermo)]                                                             | Palermo                          | Italia         | 62.500         | 1846                | | [ 21 ] [ 22 ] [ 23 ]        |
|         | Piața Purworejo (în indoneziană Alun-Alun Purworejo)                                                                                          | Purworejo, Insula Java           | Indonezia      | 62.500         | 1830                | aprox. 270 x 250 m |                             |
|         | Piața Bellecour (în franceză Place Bellecour)                                                                                                 | Lyon                             | Franța         | 62.000         | 1715                | 300 x 220-190 m, cea mai mare piață pietonală din Franța | [ 40 ]                      |
|         | Piața Ba Đình (în vietnameză Quảng trường Ba Đình)                                                                                            | Hanoi                            | Vietnam        | 60.000         | 1808                | 400 x 150 m, găzduiește Mausoleul președintelui Hồ Chí Minh |                             |
|         | Piața Sofia din orașul Pușkin [în rusă Софийская площадь (Пушкин), transliterat: Sofiiskaia ploșcead (Pușkin)]                                | Pușkin                           | Rusia          | 59.000         | 1780                | găzduiește Catedrala Sfânta Sofia | [ 48 ]                      |
|         | Piața Dante (Livorno) [în italiană Piazza Dante (Livorno)]                                                                                    | Livorno                          | Italia         | 59.000         | 1911                | piața Gării Centrale din Livorno | [ 23 ] [ 49 ]               |
|         | Piața Victoria (Tarndanyangga) [în engleză Victoria Square (Tarndanyangga)]                                                                   | Adelaide                         | Australia      | 58.000         | 1837                | 161 x 322 m | [ 50 ]                      |
|         | Piața Ioan Paul al II-lea (în maghiară II. János Pál tér)                                                                                     | Budapesta                        | Ungaria        | 57.600         |                     | 240 x 240 m, numită în cinstea Papei Ioan Paul al II-lea | [ 51 ]                      |
|         | Piața Kızılay (în turcă Kızılay Meydanı) | Ankara                           | Turcia         | 55.000         |                     | 265 x 132,5 m |                             |
|         | Piața Victor Emanuel al II-lea din Roma (în italiană Piazza Vittorio Emanuele II)                                                             | Roma                             | Italia         | 54.954         | 1873                | 316 x 174 m, numită în onoarea regelui Victor Emanuel al II-lea | [ 21 ] [ 23 ]               |
|         | Piața Memorială a Cutremurului din Tangshan (în chineză: 唐山抗震纪念碑广场, transliterat: Tángshān kàngzhèn jìniànbēi guǎngchǎng)            | Tangshan, Hebei                  | China          | 54.400         | 1986                | 320 x 170 m, în centrul pieței se găsește Memorialul cutremurului din Tangshan din 28 iulie 1976                                                                                               | [ 52 ]                      |
|         | Piața Shouyi din districtul Wuchang (în chineză: 武昌区首义广场之, transliterat: Wǔchāng qū shǒuyì guǎngchǎng zhī)                            | Wuhan                            | China          | 54.200         | 2005                | în piață se găsește Memorialul Revoltei Wuchang | [ 53 ]                      |
|         | Piața Palatului din Sankt Petersburg (în rusă Дворцовая площадь, transliterat: Dvorțovaia ploșcead)                                           | Sankt Petersburg                 | Rusia          | 54.000         | 1765                | piață centrală, în vecinătatea Palatului de Iarnă | [ 54 ]                      |
|         | Piața Yakub Kolas (în belarusă Плошча Якуба Коласа, cu alfabet Łacinka: Plošča Jakuba Kolasa)                                                 | Minsk                            | Belarus        | 52.000         | 1952                | numită după Poetul Poporului din Belarus, Yakub Kolas |                             |
|         | Piața Primăriei (în slovacă Námestie radnice)                                                                                                 | Spišská Nová Ves                 | Slovacia       | 51.100         | 1779                | piață centrală, de formă lenticulară | [ 55 ]                      |
|         | Piața Széchenyi din Szeged [în maghiară Széchenyi tér (Szeged)]                                                                               | Szeged                           | Ungaria        | 50.087         | 1879                | piață centrală, în vecinătatea Primăriei și a Tribunalului | [ 56 ]                      |
|         | Piața Theberge (în portugheză Largo do Theberge)                                                                                              | Icó                              | Brazilia       | 50.000         |                     | | [ 57 ]                      |
|         | Piața Libertății (în persană میدان آزادی, transliterat: Midan azadi)                                                                          | Teheran                          | Iran           | 50.000         | 1960                | piață de formă ovală (380 x 210 m), construită pentru a comemora cea de-a 2500-a aniversare a monarhiei iraniene                                                                               | [ 58 ]                      |
|         | Piața Patis (în franceză Place du Pâtis) | Montargis                        | Franța         | 50.000         |                     | | [ 59 ] [ 60 ]               |
|         | Piața Spaniei din Sevilia [în spaniolă Plaza de España (Seville)]                                                                             | Sevilia                          | Spania         | 50.000         | 1929                | piață de formă semicirculară, aprox. 170 m în diametru | [ 61 ] [ 62 ]               |
|         | Piața Independenței din Medan [în indoneziană Lapangan Merdeka (Medan)]                                                                       | Medan, Sumatra                   | Indonezia      | 48.800         | 1880                | piață istorică, renovată în 2025 | [ 63 ]                      |
|         | Parcul Mare Gloria Molina (în engleză Gloria Molina Grand Park)                                                                               | Los Angeles                      | Statele Unite  | 48.562         | 2012                | parcul central din Los Angeles, în vecinătatea sediului primăriei | [ 64 ]                      |
|         | Piața Tahrir din Bagdad [în arabă ساحة التحرير (بغداد), transliterat: Sahat altahrir (Baghdad)]                                               | Bagdad                           | Irak           | 48.520         | 1937                | piață centrală, găzduiește un monument al instaurării Republicii în 1958 |                             |
|         | Piața Cataloniei (în catalană Plaça de Catalunya)                                                                                             | Barcelona                        | Spania         | 48.500         | 1902                | considerată centrul orașului Barcelona și kilometrul 0 al Cataloniei | [ 65 ]                      |
|         | Piața Nathan Phillips (în engleză Nathan Phillips Square)                                                                                     | Toronto                          | Canada         | 48.500         | 1965                | piață centrală, în vecinătatea noului sediu al Primăriei Toronto | [ 66 ]                      |
|         | Piața Heydar Aliyev (în azeră Heydər Əliyev Meydanı)                                                                                          | Gandja                           | Azerbaidjan    | 48.300         |                     | 420 x 115 m, în vecinătatea Primăriei Gandja |                             |
|         | Piața SNP din Zvolen [în slovacă Námestie SNP (Zvolen)]                                                                                       | Zvolen                           | Slovacia       | 48.000         |                     | 425 x 113 m, comemorează Insurecția națională slovacă din 1944 (Slovenské národné povstanie, SNP)                                                                                              | [ 67 ]                      |
|         | Piața Gării din Minsk [în belarusă Прывакзальная плошча (Мінск), cu alfabet Łacinka: Pryvakzaĺnaja plošča (Minsk)]                            | Minsk                            | Belarus        | 48.000         | 1874                | |                             |
|         | Piața orașului Freudenstadt (în germană Freudenstadt Marktplatz)                                                                              | Freudenstadt                     | Germania       | 47.300         | 1599                | 219 x 216 m, distrusă în cel de-al Doilea Război Mondial și reconstruită în 1950 | [ 68 ]                      |
|         | Piața Păcii din Heide (în germană Heider Marktfrieden)                                                                                        | Heide                            | Germania       | 47.000         | 1434                | cea mai mare piață neamenajată din Germania, comemorează republica țărănească liberă Dithmarschen care a existat în Evul Mediu                                                                 | [ 69 ]                      |
|         | Piața Constituției din Mexico City [în spaniolă City Plaza de la Constitución (Ciudad de México)]                                             | Mexico City                      | Mexic          | 46.800         | 1524                | 240 x 195 m | [ 70 ]                      |
|         | Piața Charles-de-Gaulle (în franceză Place Charles-de-Gaulle)                                                                                 | Paris                            | Franța         | 45.500         |                     | piață circulară, aprox. 241 m în diametru, în centrul său se găsește Arcul de Triumf | [ 35 ]                      |
|         | Piața Colosseumului [în italiană Piazza Del Colosseo]                                                                                         | Roma                             | Italia         | 45.500         | 1000                | piața Colosseumului din Roma | [ 23 ]                      |
|         | Piața celor cinci sute [în italiană Piazza Dei Cinquecento]                                                                                   | Roma                             | Italia         | 45.000         | 1000                | piața gării Roma Termini, principala stație de cale ferată din Roma, numită în onoarea celor 587 de italieni căzuți la 26 ianuarie 1887 în bătălia de la Dogali, Eritreea                      | [ 23 ]                      |
|         | Piața Constituției din Sankt Petersburg [în rusă Площадь Конституции (Санкт-Петербург), transliterat: Ploșcead Konstituții (Sankt-Peterburg)] | Sankt Petersburg                 | Rusia          | 44.100         | 1960                | aprox. 210 x 210 m |                             |
|         | Piața Erzsébet din Budapesta [în maghiară Erzsébet tér (Budapest)]                                                                            | Budapesta                        | Ungaria        | 43.200         | 1858                | aprox. 240 x 180 m |                             |
|         | Piața Venceslau (în cehă Václavské náměstí)                                                                                                   | Praga                            | Cehia          | 42.255         | 1348                | aprox. 750 x 60 m, numită după Sfântul Venceslau, sfântul protector al Boemiei și Cehiei | [ 71 ]                      |
|         | Piața Municipală din Napoli [în italiană Piazza del Municipio (Napoli)]                                                                       | Napoli                           | Italia         | 42.000         | 1302                | piață centrală, în vecinătatea Palatului Primăriei (Palazzo del Municipio) și a Castelului Nou (Castel Nuovo)                                                                                  | [ 23 ]                      |
|         | Piața 25 mai din Resistencia [în spaniolă Plaza 25 de Mayo (Resistencia)]                                                                     | Resistencia, Provincia Chaco     | Argentina      | 40.000         |                     | 200 x 200 m, numele se referă la data de 25 mai 1810, când a fost instaurat primul guvern patriotic al Republicii Argentina                                                                    | [ 72 ]                      |
|         | Piața Augustus din Leipzig (în germană Augustusplatz in Leipzig)                                                                              | Leipzig                          | Germania       | 40.000         | 1785                | aprox. 215 x 185 m | [ 73 ]                      |
|         | Piața Centrală din Cracovia (în poloneză Rynek Główny w Krakowie)                                                                             | Cracovia                         | Polonia        | 40.000         | 1257                | aprox. 200 x 200 m | [ 74 ]                      |
|         | Piața Skanderbeg (în albaneză Sheshi Skënderbej)                                                                                              | Tirana                           | Albania        | 40.000         | 1939                | găzduiește un monument al eroului național Skanderbeg, renovată în 2017 | [ 75 ]                      |
|         | Piața Charles de Gaulle din București | București                        | România        | 40.000         | sec. XIX            | situată la intersecția Bulevardelor Aviatorilor, Constantin Prezan, Primăverii și Calea Dorobanților                                                                                           |                             |
|         | Piața Washington din New York (în engleză Washington Square Park)                                                                             | New York City                    | Statele Unite  | 39.500         | 1871                | găzduiește Arcul Washington (Washington Square Arch) | [ 76 ]                      |
|         | Piața Victoriei din Minsk [în belarusă Плошча Перамогі (Мінск), cu alfabet Łacinka: Plošča Pieramohi (Minsk)]                                 | Minsk                            | Belarus        | 39.375         | 1939                | găzduiește Monumentul Victoriei, o coloană de granit de 38 de metri înălțime |                             |
|         | Piața Castelului din Berlin [în germană Schloßplatz (Berlin)]                                                                                 | Berlin                           | Germania       | 39.375         | sec. XVI            | piață centrală în vecinătatea Palatului Berlin (Berliner Schloss), 225 x 175 m, restaurată în perioada 2017-2023                                                                               | [ 77 ]                      |
|         | Piața Centrală din Wrocław (în poloneză Rynek we Wrocławiu)                                                                                   | Wrocław                          | Polonia        | 37.920         | 1261                | aprox. 213x178 m, în zona centrală se găsesc Primăria Veche și Primăria Nouă | [ 74 ]                      |
|         | Piața Centrală din Chennai (în tamilă மத்திய சதுக்கம், சென்னை, transliterat: Mattiya catukkam, Ceṉṉai)                                                | Chennai                          | India          | 37.800         | 2021                | |                             |
|         | Piața Columb din Madrid [în spaniolă Plaza de Colón (Madrid)]                                                                                 | Madrid                           | Spania         | 37.000         |                     | găzduiește un monument dedicat lui Cristofor Columb | [ 78 ]                      |
|         | Piața Spaniei din Madrid [în spaniolă Plaza de España (Madrid)]                                                                               | Madrid                           | Spania         | 36.900         | 1929                | găzduiește un monument dedicat lui Miguel de Cervantes, renovată în 2021 | [ 79 ]                      |
|         | Lange Voorhout | Haga                             | Țările de Jos  | 36.850         | 1536                | aprox. 470 m lungime |                             |
|         | Empire State Plaza | Albany                           | Statele Unite  | 36.820         | 1976                | aprox. 415 x 89 m |                             |
|         | Piața Masaryk din Jihlava [în cehă Masarykovo náměstí (Jihlava)]                                                                              | Jihlava                          | Cehia          | 36.653         | 1270                | aprox. 330 x 90 m | [ 80 ]                      |
|         | Piața Ötvenhatosok (56) (în maghiară Ötvenhatosok tere)                                                                                       | Budapesta                        | Ungaria        | 36.500         | 1951                | aprox. 730 x 50 m, găzduiește un monument al Revoluției Ungare din 1956 |                             |
|         | Bulevardul Libertății din Braga [în spaniolă Avenida da Liberdade (Braga)]                                                                    | Braga                            | Portugalia     | 36.000         | sec. XVI            | aprox. 400 x 80 m, renovat în 2023 |                             |
|         | Piața Taksim (în turcă Taksim Meydanı) | Istanbul                         | Turcia         | 35.949         |                     | găzduiește Monumentul Republicii, inaugurat pe 8 august 1928 |                             |
|         | Piața Unirii din Cluj-Napoca | Cluj-Napoca                      | România        | 35.200         | sec. XIV            | aprox. 220 x 162 m, în vecinătatea Bisericii Sfântul Mihail |                             |
|         | Grădina Regală (în suedeză Kungsträdgården)                                                                                                   | Stockholm                        | Suedia         | 35.000         | 1430                | 350 x 100 m, găzduiește o statuie a regelui Carol al XIII-lea |                             |
|         | Piața George de Poděbrady din Praga [în cehă Náměstí Jiřího z Poděbrad (Praha)]                                                               | Praga                            | Cehia          | 35.000         | 1896                | 240 x 150 m, numită după regele Boemiei George de Poděbrady |                             |
|         | Piața Castelului din Torino [în italiană Piazza Castello (Torino)]                                                                            | Torino                           | Italia         | 35.000         | 1583                | piața principală din Torino, în fața Palatului Regal (Palazzo Reale) | [ 23 ]                      |
|         | Piața Viger (în engleză Viger Square) | Montreal                         | Canada         | 34.500         |                     | aprox. 400 x 100 m, piața unei foste gări din Montreal | [ 81 ]                      |
|         | Piața Comerțului (în portugheză Praça do Comércio)                                                                                            | Lisabona                         | Portugalia     | 34.073         | sec. XVI            | piață de formă rectangulară, 177 x 192,5 m | [ 82 ]                      |
|         | Plaza de España din Barcelona [în spaniolă Plaza de España (Barcelona)]                                                                       | Barcelona                        | Spania         | 34.000         | 1929                | piață circulară construită cu ocazia Expoziției Universale din 1929 care s-a desfășurat la Barcelona                                                                                           |                             |
|         | Piața Alexandru (în germană Alexanderplatz)                                                                                                   | Berlin                           | Germania       | 34.000         | sec. XVII           | numită în onoarea țarului Alexandru I al Rusiei | [ 83 ]                      |
|         | Piața Catedralei din orașul Pușkin [în rusă Соборная площадь (Пушкин), transliterat: Sobornaia ploșcead (Pușkin)]                             | Pușkin                           | Rusia          | 34.000         | 1808                | în centrul pieței se găsește Catedrala Sfânta Ecaterina, demolată de sovietici în 1939 și reconstruită între 2007 și 2010                                                                      | [ 84 ]                      |
|         | Piața Republicii (în franceză Place de la République)                                                                                         | Paris                            | Franța         | 34.000         | 1879                | aprox. 283x119 m, găzduiește Monumentul Republicii | [ 35 ]                      |
|         | Piața Bolívar din Maracay (în spaniolă Plaza Bolívar de Maracay)                                                                              | Maracay                          | Venezuela      | 33.920         | 1930                | 320 x 106 m, găzduiește o statuie a revoluționarului Simón Bolívar | [ 85 ]                      |
|         | Piața Simpang Lima din Semarang [în indoneziană Lapangan Simpang Lima (Semarang)]                                                             | Semarang                         | Indonezia      | 33.000         | 1969                | 230 x 150 m |                             |
|         | Piața San Giovanni In Laterano din Roma [în italiană Piazza San Giovanni In Laterano (Roma)]                                                  | Roma                             | Italia         | 33.000         | 1732                | situată în vecinătatea Bazilicii Sfântul Ioan din Lateran (Basilica di San Giovanni in Laterano, Catedrala din Roma) și a Palatului Laterano (Palazzo del Laterano)                            | [ 23 ]                      |
|         | Piața Mohammed al V-lea din Casablanca [în arabă ساحة محمد الخامس (الدار البيضاء), transliterat: Sahat Muhamad alkhamis (Aldaar albayda')]    | Casablanca                       | Maroc          | 32.900         | 1916                | numită în onoarea regelui marocan Mohammed al V-lea |                             |
|         | Piața Mercatale (în italiană Piazza Mercatale)                                                                                                | Prato                            | Italia         | 32.294         | sec. XII            | piață centrală, în vecinătatea Bisericii Sfântul Bartolomeu | [ 23 ]                      |
|         | Piața Konak (în turcă Konak Meydanı) | İzmir                            | Turcia         | 32.000         |                     | găzduiește sediul Guvernoratului Provinciei Izmir („Konak”) |                             |
|         | Piața Giv'on (în ebraică כיכר גבעון, transliterat: Kikar giv'on)                                                                              | Tel Aviv                         | Israel         | 32.000         |                     | aprox. 300 x 105 m |                             |
|         | Piața Denfert-Rochereau (în franceză Place Denfert-Rochereau)                                                                                 | Paris                            | Franța         | 32.000         | 1863                | aprox. 220 x 145 m | [ 86 ]                      |
|         | Piața Sonoma (în engleză Sonoma Plaza) | Sonoma, California               | Statele Unite  | 32.000         | 1846                | situată pe locul unde a avut loc revolta care a dus la fondarea efemerei Republici California în 1846                                                                                          |                             |
|         | Piața principală din Sint-Niklaas [în neerlandeză Grote Markt (Sint-Niklaas)]                                                                 | Sint-Niklaas                     | Belgia         | 31.900         | 1248                | piață centrală, în vecinătatea sediului primăriei | [ 87 ]                      |
|         | Piața Rittenhouse (în engleză Rittenhouse Square)                                                                                             | Philadelphia                     | Statele Unite  | 31.700         | 1683                | unul dintre cele cinci parcuri planificate de William Penn și Thomas Holme la sfârșitul sec. XVII                                                                                              | [ 88 ]                      |
|         | Piața Mouzinho de Albuquerque din Porto [în portugheză Praça de Mouzinho de Albuquerque (Porto)]                                              | Porto                            | Portugalia     | 31.416         |                     | numită după guvernatorul militar și colonial Joaquim Augusto Mouzinho de Albuquerque | [ 89 ]                      |
|         | Piața Championnet (în franceză Place Championnet)                                                                                             | Valence                          | Franța         | 31.404         |                     | numită după generalul revoluționar Jean-Étienne Championnet |                             |
|         | Piața Vittorio Veneto din Torino [în italiană Piazza Vittorio Veneto (Torino)]                                                                | Torino                           | Italia         | 31.000         | sec. XIV            | aprox. 360 x 111 m | [ 23 ]                      |
|         | Piața Libertății din Salerno [în italiană Piazza della libertà (Salerno)]                                                                     | Salerno                          | Italia         | 31.000         | 2012                | situată pe litoralul Mării Tireniene, în vecinătatea Gării Matitime (Stazione Marittima) | [ 23 ]                      |
|         | Piața Imperiului (în portugheză Praça do Império)                                                                                             | Lisabona                         | Portugalia     | 30.625         | 1940                | aprox. 175 x 175 m | [ 90 ]                      |
|         | Piața Păcii din Praga [în cehă Náměstí Míru (Praha)]                                                                                          | Praga                            | Cehia          | 30.400         | 1884                | piață de formă rectangulară, 190 x 160 m, găzduiește Bazilica Sfânta Ludmila | [ 91 ]                      |
|         | Piața Republicii din Erevan (în armeană Հանրապետության հրապարակ (Երևան), transliterat: Hanrapetut’yan hraparak (Yerevan))                     | Erevan                           | Armenia        | 30.000         | 1926                | piață centrală, găzduiește două clădiri ale Guvernului Armeniei și Muzeul Național de Istorie                                                                                                  | [ 92 ]                      |
|         | Piața Franklin (în engleză Franklin Square)                                                                                                   | Philadelphia                     | Statele Unite  | 30.000         | 1683                | unul dintre cele cinci parcuri planificate de William Penn și Thomas Holme la sfârșitul sec. XVII                                                                                              | [ 88 ]                      |
|         | Piața Palmierilor (în franceză Place des Palmistes)                                                                                           | Cayenne, Guyana Franceză         | Franța         | 30.000         | 1821                | găzduiește o statuie a administratorului colonial Félix Éboué | [ 93 ] [ 94 ]               |
|         | Piața Azeglio din Florența [în italiană Piazza d'Azeglio (Firenze)]                                                                           | Florența                         | Italia         | 30.000         | 1866                | piață de formă rectangulară, situată în Centrul istoric al Florenței, numită după patriotul italian Massimo d'Azeglio                                                                          | [ 23 ]                      |
|         | Piața Universității din București | București                        | România        | 30.000         |                     | piață centrală încadrată de Universitatea din București, Teatrul Național "I. L. Caragiale" și Hotelul Intercontinental                                                                        |                             |
|         | Piața Unirii din Iași | Iași                             | România        | 30.000         |                     | piață centrală, situată la intersecția bulevardului Ștefan cel Mare și străzilor Alexandru Lăpușneanu și Cuza Vodă                                                                             |                             |